# Yoan Benyahya
Yoan Benyahya (* 26. Mai 1987 in Tarascon, Frankreich) ist ein französischer ehemaliger Fußballspieler.

## Karriere
Benyahya begann seine Karriere bei einem lokalen Verein in seiner Heimatstadt Tarascon. Ab 2006 spielte er für die Reservemannschaft von Olympique Nîmes, wobei er in der Saison 2007/08 zu einem Drittligaspiel für die erste Mannschaft kam. 2009 wechselte er zum FC Istres. Auch in Istres war er für die zweite Mannschaft eingeplant, konnte aber in der Spielzeit 2009/10 sein Zweitligadebüt geben. Dies blieb sein einziger Einsatz in einer Profiliga, da er 2010 zu Nîmes zurückkehrte und erneut nur für die Reserve spielte. Von Nîmes aus wechselte er 2011 zum Drittligisten Gazélec FCO Ajaccio. Dort lief er regelmäßig auf, was sich aber nach dem Aufstieg 2011 änderte. Nachdem er zu Beginn der Saison 2012/13 zu keinem einzigen Ligaeinsatz für die Mannschaft gekommen war, entschied er sich im Oktober 2012 für eine Rückkehr in die dritte Liga und unterschrieb beim Aufsteiger ES Uzès Pont du Gard, wo er zum Stammspieler avancierte. Als solcher konnte er den direkten Wiederabstieg nicht abwenden, blieb mit der Mannschaft aber aufgrund von Zwangsabstiegen mehrerer Konkurrenten in der Liga. Am Ende der Saison 2013/14, in der er nur wenig spielte, folgte der endgültige Sturz in die Viertklassigkeit. Anfang 2016 wechselte er zur US Granville.